# Myczkowce

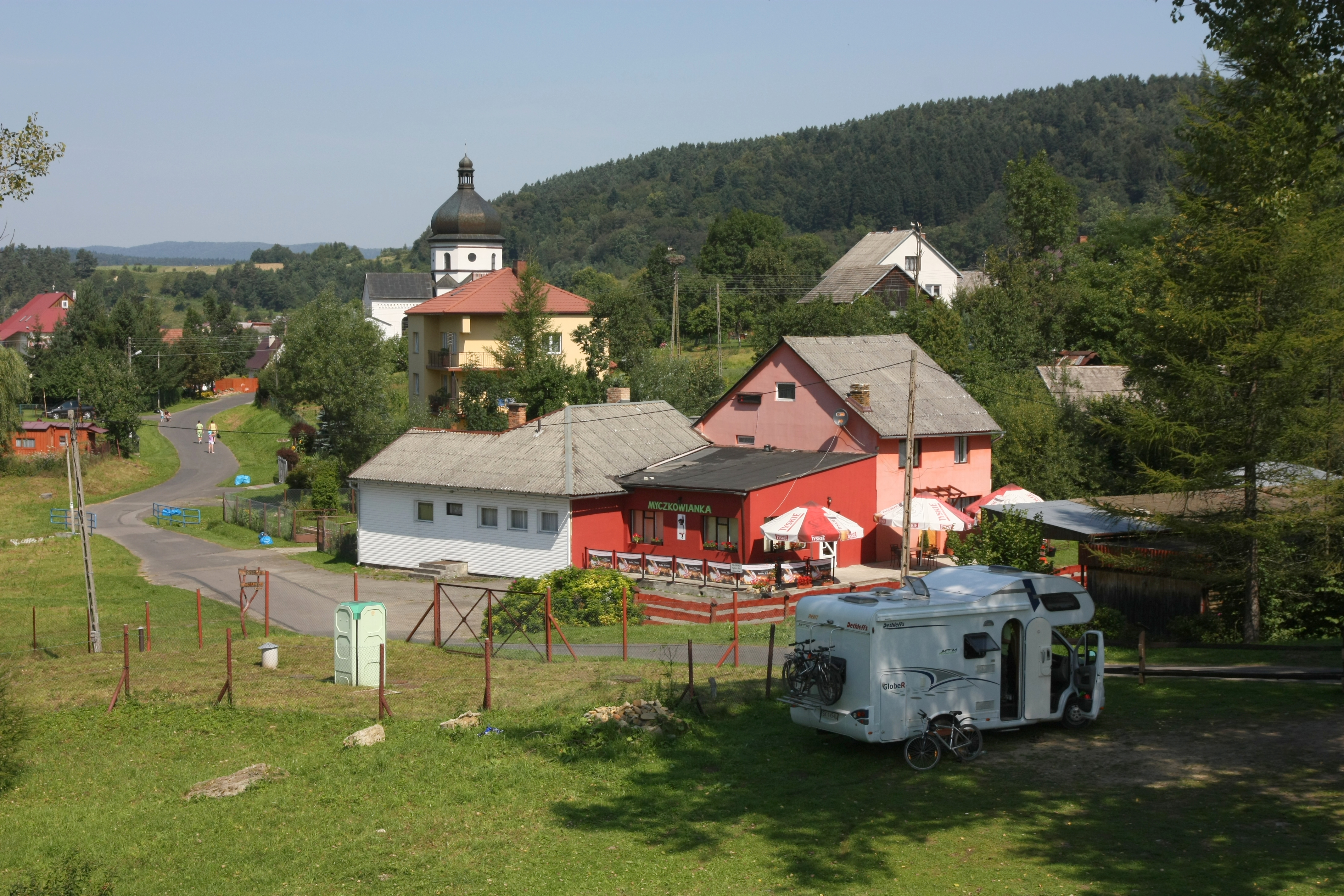
Myczkowce

Myczkowce ist ein Dorf der Landgemeinde Solina in der Woiwodschaft Karpatenvorland in Polen. Es liegt im Powiat Leski.

## Geographie
Die Landschaft gehört zu den Bieszczady (Ostbeskiden). Durch Myczkowce fließt der Fluss San, der südlich des Orts den Solina-Stausee durchfließt. Dieser künstliche See hat dazu beigetragen, dass der Ort ein beliebter Ort für Wanderer und Touristen geworden ist.

## Geschichte
Myczkowce ist einer der ältesten Orte der Region. Die erste Erwähnung von Myczkowce datiert aus dem Jahre 1376. König Władysław II. Jagiełło bestätigte das Dokument 1425. Das Dorf war damals Besitz eines Adligen. 
In den Jahren von 1975 bis 1998 gehörte das Dorf zur Woiwodschaft Krosno.